# Alejandro Patronelli
Alejandro Patronelli, né le 22 mai 1978 à Las Flores (Argentine), est un pilote argentin de rallye-raid, de motocross et de quad. Il est deux fois vainqueur du Rallye Dakar catégorie quad en 2011 et 2012. Il est le frère de Marcos Patronelli.

## Palmarès

### Résultats au Rallye Dakar
| Année | Categorie | Marque            | Position | Victoires d'etapes |
| ----- | --------- | ----------------- | -------- | ------------------ |
| 2010  | Quad      | Yamaha Raptor 700 | 3e       | 2                  |
| 2011  | Quad      | Yamaha Raptor 700 | 1er      | 5                  |
| 2012  | Quad      | Yamaha Raptor 700 | 1er      | 3                  |
| 2013  | Quad      |                   | forfait  |                    |
| 2016  | Quad      |                   | 2e       | 1                  |